# Mauro De Mauro
Mauro De Mauro (Foggia, Italia, 6 de septiembre de 1921 - desaparecido en Palermo, Italia, 16 de septiembre de 1970) fue un periodista de investigación italiano. Partidario del régimen fascista de Benito Mussolini, trabajó como periodista en el diario de izquierdas L'Ora en Palermo. Desapareció en septiembre de 1970 y nunca se encontró su cuerpo. La desaparición y probable muerte del «periodista incómodo» (en italiano: giornalista scomodo), como era conocido como resultado de sus actividades de investigación, permanece como uno de los misterios sin resolver de la historia de Italia.
Existen varias hipótesis sobre su desaparición. Una está relacionada con la muerte del presidente del conglomerado estatal de combustibles ENI, Enrico Mattei. Otra es que De Mauro hubiera descubierto tráfico de drogas entre Sicilia y Estados Unidos. Una tercera explicación enlaza su desaparición con el Golpe Borghese, un plan de golpe de Estado que finalmente falló en diciembre de 1970. Aparentemente, De Mauro estaba convencido de que estaba detrás de la historia de su vida. Antes de su desaparición dijo a sus colegas del diario L'Ora, «tengo una primicia que va a agitar Italia».

## Pasado fascista
De Mauro nació en 1921 en Foggia, Apulia. Su padre, Oscar De Mauro, pertenecía a una reputada familia de médicos y farmacéuticos que habían vivido en Foggia durante varias generaciones. Su madre, Clementina Rispoli, era originaria de Nápoles y era profesora de matemáticas. Su hermano menor Tullio De Mauro (nacido el 31 de marzo de 1932) fue lingüista y político, y se convirtió en ministro de Educación en 2000-2001.
De Mauro era partidario del régimen fascista de Benito Mussolini. Tras el armisticio con las fuerzas aliadas en septiembre de 1943, eligió seguir al régimen fascista duro de la República Social Italiana (Repubblica Sociale Italiana) en el norte de Italia ocupado por los alemanes. Durante la ocupación alemana de Roma en 1943-1944, fue vicecomandante de la policía bajo la dirección del comandante Caruso, informador del capitán de las SS Erich Priebke y del coronel Herbert Kappler. También fue miembro de la Banda Koch, una unidad especial del ministerio de Interior de la República Social Italiana. Usando distintos alias (Roberto Marini, Mauro Mauri, Mariani...), De Mauro consiguió infiltrarse en varias organizaciones de la Resistencia en Roma y Milán para apresar a los partisanos.
Junto con su esposa Elda, se presentó voluntario para unirse a la Decima Flottiglia MAS, una cruenta fuerza antipartisana bajo la dirección del príncipe Junio Valerio Borghese, también conocido como el «Príncipe Negro». De Mauro trabajó para el diario La Cambusa (en italiano: La Galera) de la unidad de propaganda de la formación militar. Fue arrestado durante la liberación de Milán en abril de 1945. Escapó del campo de prisioneros de Coltano, en Toscana, en diciembre de 1945 y se refugió en Nápoles junto a su joven esposa (donde ya tenía dos hijas, Junia y Franca Valeria, nombradas por Junio Valerio Borghese). Acusado de haber participado en la masacre de las Fosas Ardeatinas en marzo de 1944, en la que se ejecutó a 335 personas, fue absuelto en 1948.

## Periodista en Sicilia
En 1948, De Mauro se trasladó a Palermo, en Sicilia, bajo un nombre falso, y trabajó para diarios locales como Il Tempo di Sicilia e Il Mattino di Sicilia. En 1959, comenzó a trabajar para L'Ora, un diario de orientación comunista. Otros periodistas se mostraron perplejos por la presencia de De Mauro en el diario, había sido partidario de Mussolini hasta el final y había luchado en la brutal guerra contra los partisanos antifascistas. Corría el rumor de que los partisanos le habían roto la nariz.
En L'Ora, De Mauro se unió a un grupo de exitosos periodistas de investigación. Desde mediados de los años 1950 hasta los años 1970, el diario de izquierdas llegó en ocasiones al alcance nacional por sus investigaciones y denuncias de los vínculos entre la Mafia Siciliana y políticos corruptos. Estos fueron los años de oro de las investigaciones, firmadas por periodistas como Mauro De Mauro, Felice Chilanti y Mario Farinella. De Mauro pudo utilizar sus habiliidades como un exitoso reportero de investigación. Escribió sobre tráfico de drogas y el Saqueo de Palermo, el boom inmobiliario en los años 1950 y 1960 que llevó a la destrucción del cinturón verde de la ciudad y la vieja villa. También publicó artículos sobre la connivencia entre la Mafia y los políticos. En 1960 estuvo entre los ganadores del Premiolino, uno de los premios de periodismo más importantes de Italia, por sus investigaciones sobre criminales.
En 1962, fue el primero en publicar un mapa detallado de la Mafia Siciliana, que fue confirmado 22 años más tarde por el pentito (arrepentido) de la Mafia Tommaso Buscetta en su testimonio al juez Giovanni Falcone. En enero de 1962 publicó una serie de artículo en L'Ora divulgando el testimonio de Melchiorre Allegra, un médico miembro de la Mafia entre 1916 y su arresto en 1937. Tras ser arrestado, Allegra reveló su participación y testificó contra las actividades de la Mafia. Fue uno de los primeros testimonios sobre la Mafia desde dentro, pero el documento había sido ignorado hasta que De Mauro lo volvió a publicar.
Tras estas y otras revelaciones, De Mauro se convirtió en un objetivo para la Mafia. «De Mauro era un cadáver andante», afirmó Buscetta. «La Cosa Nostra se había visto forzada a "perdonar" al periodista porque su muerte levantaría muchas sospechas, pero a la primera oportunidad tendría que pagar por la primicia. La sentencia de muerte solo estaba temporalmente suspendida».

## Asunto de Mattei
En 1962 investigó la muerte de Enrico Mattei, el poderoso presidente del conglomerado energético estatal ENI, que murió en circunstancias sospechosas en un accidente de avión el 27 de octubre de 1962. Durante su controvertido mandato en ENI, Mattei había hecho muchos enemigos. Intentó romper el oligopolio de las Siete Hermanas (término acuñado por Mattei para referirse a las compañías petroleras dominantes a mediados del siglo XX), negoció un acuerdo de importación de petróleo con la Unión Soviética en medio de la Guerra Fría bajo fuertes protestas de la OTAN y los Estados Unidos en 1959, y apoyó movimientos de independencia contra las potencias coloniales, como el de Argelia.
El Consejo de Seguridad Nacional de los Estados Unidos describió a Mattei como irritante y un obstáculo en un informe clasificado de 1958. Los franceses no le perdonaron por hacer negocios con el movimiento independentista en Argelia. Se le ha atribuido responsabilidad de su muerte a la CIA, a grupos nacionalistas franceses, a la OAS y a la Mafia Siciliana.
En septiembre de 1970, De Mauro estaba de nuevo investigando el caso, bajo pedido del director de cine Francesco Rosi para la película El caso Mattei, que se publicaría en 1972. Estaba convencido de que el avión de Mattei había sufrido sabotaje e investigaba los posibles vínculos de la Mafia con el choque. Dos días antes de su desaparición, De Mauro entrevistó a Graziano Verzotto, un político democristiano y anteriormente mano derecha de Mattei en Sicilia. Verzotto había sido director de relaciones públicas en ENI, y conocía bien a De Mauro. También conocía al jefe de la Mafia Giuseppe Di Cristina bastante bien, e incluso había sido el padrino en su boda. Verzotto había estado con Mattei en su avión el día antes del accidente. De Mauro estaba convencido de que estaba detrás de la historia de su vida. Antes de su desaparición le dijo a sus colegas del diario L'Ora que tenía «una primicia que va a agitar Italia».

## Desaparición
De Mauro fue secuestrado en la tarde del 16 de septiembre de 1970 cuando volvía del trabajo, en la via delle Magnolie en Palermo. Miles de policías y carabineros con helicópteros y perros registraron Sicilia en vano buscando al reportero. El cuerpo de De Mauro nunca se encontró, una víctima de la llamada lupara bianca, a pesar de los intensivos esfuerzos de búsqueda por parte de la policía de Palermo ayudada por fuerzas de alto nivel de Roma e incluso un comité especial de investigación del Parlamento Italiano.
A lo largo de los años, las investigaciones sobre la desaparición de De Mauro por los carabineros y la policía siguieron caminos muy diversos. El coronel Carlo Alberto Dalla Chiesa y el capitán Giuseppe Russo de los carabineros estuvieron entre los primeros en trabajar en el caso. Años más tarde, y en diferentes circunstancias, fueron ambos asesinados por la Mafia. Se centraron en el hilo del tráfico de drogas. Según ellos, el periodista habría sido víctima de lupara bianca tras descubrir hilos de narcotráfico de la Mafia entre Sicilia y Estados Unidos.
Las primeras pesquisas de la policía por Bruno Contrada y Boris Giuliano por su parte se centraron en el hilo de las investigaciones de De Mauro sobre la muerte de Mattei, motivados por la desaparición de algunas páginas de notas y una cinta con el último discurso dado por Mattei del despacho de De Mauro. Las investigaciones se vieron seriamente obstaculizadas por gente dentro de la policía y el servicio secreto italiano. De acuerdo al inspector de la policía Boris Giuliano, había «alguien en el ministerio en Roma que no quiere llegar al fondo de la muerte de De Mauro». De acuerdo a Giuliano, se emitió una orden para reducir la investigación por parte del jefe del servicio secreto, Vito Miceli, presuntamente involucrado en el golpe de Estado de Borghese. Miceli había estado en contacto con los mafiosos Giuseppe Calderone y Giuseppe Di Cristina, que querían apoyar el golpe, previsto para diciembre de 1970.

## Misterio italiano
La desaparición de De Mauro permaneció como un misterio y fue objeto de muchas especulaciones. En mayo de 1994 el renegado de la Mafia Tommaso Buscetta declaró que la Mafia Siciliana estaba involucrada en el asesinato de Mattei. También afirmó que De Mauro fue asesinado por sus investigaciones sobre la muerte de Mattei. De acuerdo a Buscetta, Mattei fue asesinado por la Cosa Nostra estadounidense porque sus políticas petroleras habían perjudicado los intereses estadounidenses en Oriente Medio. La Mafia estadounidense, por su parte, estaría posiblemente haciendo un favor a las grandes empresas petrolíferas.
Buscetta afirmó que la muerte había sido organizada por los líderes de la Mafia Salvatore Greco "Ciaschiteddu", Stefano Bontade y Giuseppe Di Cristina bajo pedido de Angelo Bruno, un jefe de la Mafia de Filadelfia de origen siciliano. Gaetano Iannì, otro pentito, afirmó que se había alcanzado un acuerdo especial entre la Cosa Nostra y «algunos extranjeros» para la eliminación de Mattei, organizado por Giuseppe Di Cristina. Estas afirmaciones llevaron a nuevas pesquisas, que incluyeron la exhumación del cadáver de Mattei
Buscetta afirmó que el jefe de la Mafia Stefano Bontade organizó el secuestro de De Mauro porque sus investigaciones sobre la muerte de Mattei se acercaron mucho a la Mafia y al papel del propio Bontade en el asunto. Otro pentito, Francesco Di Carlo, declaró en 2001 que De Mauro fue asesinado porque descubrió que uno de sus antiguos amigos fascistas, el príncipe Junio Valerio Borghese, estaba planeando un golpe de Estado (el llamado Golpe Borghese) con militares afines para parar lo que consideraba un giro de Italia a la izquierda. Otro pentito más, Rosario Naimo, que comenzó a colaborar con las autoridades tras su detención en octubre de 2010, afirmó que el periodista fue asesinado por sus informes de investigación que perjudicaban a la Mafia.
La orden de asesinato de De Mauro vino de los líderes de la Comisión de la Mafia Siciliana Stefano Bontade, Gaetano Badalamenti y Salvatore Riina, de acuerdo a Di Carlo y Buscetta. Tanto Di Carlo como Naimo afirmaron que De Mauro fue secuestrado por Emanuele D'Agostino, un mafioso de la Familia de Santa Maria di Gesù de Bontade.
De acuerdo a Di Carlo, los restos de De Mauro fueron enterrados bajo un puente sobre el río Oreto, cerca de Palermo. Sin embargo, la policía, tras una búsqueda, no encontró el cuerpo. El pentito Francesco Marino Mannoia explicó más tarde por qué. Bontade le había ordenado en 1977 o 1978 enterrar varios cuerpos en el puente y disolverlos en ácido. De acuerdo al nuevo testimonio del pentito Naimo, De Mauro fue llevado a un terreno en el barrio de Pallavicino en Palermo, donde el jefe de la Mafia Francesco Madonia tenía una granja de pollos. Fue asesinado allí y lanzado en un foso.

## Juicio por asesinato de 2006
En 2001, como resultado de las declaraciones de Di Carlo, las pesquisas judiciales se reanudaron. En abril de 2006, más de 35 años después de la desaparición de De Mauro, comenzó el juicio por su asesinato en la Corte de Palermo con el anterior capo di tutti capi Riina como el único acusado restante. D'Agostino y Bontate fueron asesinados por los Corleonesi de Riina en la Segunda guerra de la mafia y Badalamenti murió en una cárcel de Estados Unidos en abril de 2004. En 2011, el nuevo renegado de la Mafia Naimo testificó en el juicio afirmando que el periodista fue asesinado por la Mafia por orden de Riina.
El «periodista incómodo» (giornalista scomodo), como era conocido De Mauro, fue secuestrado y asesinado porque la Mafia y sus seguidores querían conocer sus fuentes de información confidencial y potencialmente devastadora, según afirmó el fiscal Antonio Ingroia a la corte en su discurso de cierre en marzo de 2011. «La sentencia de muerte de De Mauro se dictó por la convergencia de dos elementos», dijo Ingroia. Riina, Bontade y Badalamenti decidieron eliminar a De Mauro porque estaba a punto de publicar información sobre la muerte de Mattei en 1962 como resultado de la investigación para la película de Francesco Rosi, así como el hecho de que el periodista había descubierto los planes para el golpe de Estado de derechas apoyado por la Mafia de Borghese, gracias a sus antiguas conexiones fascistas de la guerra.
«De Mauro estaba muy ocupado haciendo encajar los elementos de la trama, y su muerte evitó que fuera descubierta», de acuerdo a Ingroia. «El otro elemento "convergente" en su muerte fue el hecho de que sabía, desde su origen, del proyecto subversivo que incluía espías, neofascistas y grupos de la Mafia», según afirmó refiriéndose al Golpe Borghese. «De sus fuentes en los círculos neofascistas, de su pasado con el príncipe Junio Valerio Borghese en la unidad Decima MAS, así como de las advertencias del jefe de la Mafia Emanuele D'Agostino, sabía que había algo en el horizonte».
El «crimen preventivo» podría incluso haber tenido otros motivos, tales como sucesos que involucraron a los «amigos en Roma» de los Corleonesi liderados por Riina, como se evidenció en los documentos encontrados por el exalcalde de Palermo, Vito Ciancimino. La Cosa Nostra estuvo detrás de la muerte de De Mauro, pero existieron otros trasfondos e individuos, aliados con la Mafia, como algunos masones descarriados y funcionarios corruptos.  «De Mauro no fue asesinado por venganza, sino para prevenir daño a la Mafia. La Mafia no cumplió simplemente instrucciones de otros, sino que también sus investigaciones afectaban a la propia Cosa Nostra y a otros poderes asociados con ella», de acuerdo con Ingroia. Afirmó que las investigaciones para el juicio habían desenterrado un encubrimiento institucional sobre las pruebas iniciales en la desaparición de De Mauro.

## El misterio continúa
El 10 de junio de 2011, Riina fue absuelto de cargos por ordenar el secuestro y asesinato de De Mauro por la Corte de Palermo por falta de pruebas. «Es ciertamente una sorpresa, pero veremos las razones de esta decisión», dijo Franca De Mauro, hija del periodista. «Estoy muy disgustada porque tras 40 años aún no tenemos respuesta sobre qué ocurrió ese día». En la argumentación del fallo, que se hizo público en agosto de 2012, los jueces de la Corte de Palermo decidieron que De Mauro había muerto porque había llegado muy lejos en su búsqueda de la verdad sobre las últimas horas de Mattei en Sicilia. Apuntaron a Graziano Verzotto como la posible persona tras la muerte de De Mauro y Mattei, pero sin convicción clara. Verzotto había muerto en junio de 2010.
La acusación, que había pedido otra cadena perpetua para Riina, apeló contra la absolución. El juicio de apelación empezó en abril de 2013. El 27 de enero de 2014, la Corte de Apelación de Palermo confirmó la absolución de Riina. La corte estaba convencida de la implicación de la Cosa Nostra en el asesinato de De Mauro, pero atribuyó el asesinato al grupo encabezado por Stefano Bontade e identificó como el motivo más probable el descubrimiento por parte del periodista de hechos importantes sobre la muerte del presidente de ENI Enrico Mattei. No había suficientes pruebas de la implicación de Riina, debido a pruebas contradictorias, falta de claridad en la evidencia encontrada y declaraciones en conflicto de testigos del gobierno, en particular las de Di Carlo.
En junio de 2015, Riina fue absuelto por el tribunal de última instancia, el Tribunal Supremo de Casación. La evidencia reunida por la acusación no permitía establecer un papel directo o indirecto del acusado en el crimen. La corte concluyó, sin embargo, que De Mauro había sido asesinado muy probablemente porque conocía los secretos de la muerte de Mattei, en lugar de por el Golpe Borghese. La desaparición y la probable muerte de De Mauro permanecen como uno de los misterios sin resolver de la historia italiana. El escritor siciliano Leonardo Sciascia resumió en una ocasión el rompecabezas de la muerte de De Mauro: «Le dijo lo correcto al hombre equivocado y lo equivocado al hombre correcto».